# Katarina av Brandenburg-Küstrin
Katarina av Brandenburg-Küstrin, född 10 augusti 1549 i Küstrin i Neumark, död 30 september 1602 i Cölln i nuvarande Berlin, var kurfurstinna av Brandenburg från 1598 genom sitt giftermål med kurfurst Joakim Fredrik av Brandenburg.

## Biografi
Katarina tillhörde Brandenburg-Küstrin-grenen av huset Hohenzollern och var yngst av två döttrar till markgreve Johan av Brandenburg-Küstrin och hans maka Katarina av Braunschweig-Wolfenbüttel. 
Vid Katarinas giftermål 8 januari 1570 med sin kusins son, den blivande kurfursten Joakim Fredrik av Brandenburg, riktade kejsaren krav mot denne på att ge upp sina anspråk på ärkebiskopsdömet Magdeburg, där Joakim Fredrik var administrator under faderns livstid.
Katharinenbau i Potsdam, ett slott som låg på platsen för det senare Potsdams stadsslott, döptes efter henne då hon erhöll det i gåva från sin make. Hon var också den första ägaren av huset Hohenzollern till slottet Caputh. Hon bedrev välgörenhet för fattiga, grundade mejeriet Wedding i Berlin och ett apotek i Berlins stadsslott, som distribuerade gratis medicin till behövande. 
Hon beskrivs som en sträng lutheran som lät trycka religiösa böcker och själv komponerade en bönbok. Hon var liksom sin makes två förra hustrur bekant med Thurneysser, som agerade som hennes rådgivare, och finansierade ett laboratorium för honom i Halle.
Hon avled 30 september 1602 och begravdes 13 oktober i det Hohenzollerska gravkoret i Berlins domkyrka.

## Barn
1. Johan Sigismund (1572–1619), kurfurste av Brandenburg 1608–1619
2. Anna Katarina (1575–1612), gift med kung Kristian IV av Danmark
3. Johan Georg (1577–1624), hertig av Krnov 1606-1622
4. August Fredrik (1580–1601)
5. Albrekt Fredrik (1582–1600)
6. Joakim (1583–1600)
7. Ernst (1583–1613)
8. Barbara Sofia (1584–1636), gift med hertig Johan Fredrik av Württemberg
9. Kristian Vilhelm (1587–1665), ärkebiskop av Magdeburg 1598–1631